# 土岐定富
土岐 定富（とき さだとみ）は、上野国沼田藩の第6代藩主。官位はなし。沼田藩土岐家9代。第3代藩主・土岐定経の五男。

## 略歴
先々代藩主の次兄・頼寛の跡を継いだ先代藩主の三兄・定吉が天明6年（1786年）に死去したため、その跡を継いだ。寛政2年（1790年）6月20日に17歳で死去し、跡を弟の頼布が継いだ。

## 系譜
父母
- 土岐定経（実父）
- 土岐定吉（養父） - 定経の三男

養子
- 土岐頼布 - 定経の七男